# Sergiolus khodiarae
Sergiolus khodiarae är en spindelart som beskrevs av Patel 1988. Sergiolus khodiarae ingår i släktet Sergiolus och familjen plattbuksspindlar. Inga underarter finns listade i Catalogue of Life.